# Avima naranjoi
Avima naranjoi is een hooiwagen uit de familie Agoristenidae.